# 蛛网膜下腔出血

威利斯环与动脉瘤破裂最常见位置（红圈）

蛛网膜下腔出血（subarachnoid hemorrhage, SAH）简称蛛膜下出血，即蛛网膜下腔（蛛网膜和软脑膜之间的空间）出血的现象，是多种病因所致脑底部或脑及脊髓表面血管破裂，血液流入蛛网膜下腔引起的一组临床综合征，属急性出血性脑血管病。蛛网膜下腔出血不同于脑实质出血直接破入或经脑室进入蛛网膜下腔引起的继发出血。
蛛网膜下腔出血最常見的表現為突發劇烈頭痛、嘔吐、發燒、神智不清或癲癇。頸部僵硬和劇痛也極為常見。常见的病因是脑动脉畸形、动脉瘤、血液疾病等。它可以是自发生性的，通常来自破裂的脑动脉瘤，或可以由头部损伤引起。

## 症狀
突然起病，極短時間內出現非常劇烈的頭痛是最常見的表現。其他症狀包括頸部僵直、頭痛、意識改變、偏癱、同側瞳孔放大。
西方國家的報告介於4-13例/10萬人口/每年，多發於45-60歲間男女性別比為2:3，只佔所有腦中風的5%，但它有特殊且嚴重的致死率。

## 病發原因
85%是因為動脈瘤破裂造成的。

## 檢查
- 腦斷層掃描：在出血後24小時內，高達92%可發現蜘蛛膜下腔出血[3]。
- 脊椎穿刺檢查：出血量不多時斷層掃描可能看不出明顯出血，安排脊椎穿刺檢查，區別是蜘蛛膜下腔出血或是腦膜炎。
- 腦部血管攝影：是診斷顱內動脈瘤的最標準檢查，以查明是否動脈瘤破裂。
- 實驗室檢查：血常規，凝血功能，肝功能等找出其他出血原因。

## 預防
蛛網膜下腔出血之所以嚴重在於常常無明顯的警訊即發生，使人無法預防，它的疾病致死率是所有腦中風中最高。
能在例行性較高價的健康檢查中進行腦部掃描，提前發現動脈瘤與血管先天畸形做出手術處理，是唯一有效提前預防法。

## 治療
- 腦動脈栓塞法預防再出血
- 手術治療顱內動脈瘤

## 事後併發
若挺過急性發病而存活，事後可能再有併發
- 再出血
- 血管痙攣：出血後4-14日最明顯，原本是一種正常的生理反應以阻止繼續出血但當收縮太厲害時，又會造成腦部缺血，如中風一樣使病人惡化。
- 水腦症
- 遲發性腦缺血
- 癫癇[5]
- 低血鈉